# Standing Stone (album)
Standing Stone är ett musikalbum utgivet 1997 komponerat av Paul McCartney.
Albumet är hans andra album med klassisk musik, där det första var Liverpool Oratorio som gavs ut 1991.
Kompositionen bygger på ett långt poem som McCartney skrev för att beskriva hur en keltisk man kunde ha undrat över livets ursprung och tillvarons mystik. McCartney komponerade verket på uppdrag av Richard Lyttleton, dåvarande chef för EMI Classics, för att uppmärksamma EMI's hundraårsjubileum. Verket var instrumentalt, men med medverkan av en kör.
För första gången i sin karriär använde McCartney en persondator med ett kompositionsprogram. Verket framfördes och spelades in mellan den 30 april och 2 maj 1997, med 80 personer från London Symphony Orchestra och en 120-mannakör som dirigerades av Lawrence Foster vid EMI's Abbey Road Studios. Standing Stone producerades av John Kurlander och redigerades och mixades vid Hog Hill Mill Studios, McCartney's privata studio i Sussex, England.
Det gavs ut på CD-skiva som även innehöll ett 48-sidigt häfte. Häftet innehöll hela McCartney's ursprungliga dikt som gett upphov till projektet, en essä av Andrew Stewart, samt reproduktioner av två målningar av McCartney från 1994 betitlade Standing Stone Story och Standing Stone Story II. Verket gavs även ut som vinyl-version på två LP-skivor, där utgåvan begränsades till 2 500 exemplar.
Omslaget är ett av många foton tagna av Linda McCartney under senare delen av 1969 och tidigare delen av 1970, som återfanns på skivomslaget för McCartneys första album McCartney. Projektet Standing Stone var McCartney's sista projekt innan hans fru Linda dog i bröstcancer den 17 april 1998.
Under inspelningen gjordes en dokumentärfilm, The Making of Standing Stone, som senare sändes på BBC och PBS. Skivan släpptes den 25 september 1997, och uruppfördes i The Royal Albert Hall den 14 oktober 1997. Detta uppförande filmades och sändes på Channel 5 i Storbritannien. Konserten och dokumentären gavs senare ut på DVD.

## Låtlista
Alla stycken komponerade av Paul McCartney.
Movement I – After heavy light years
1. "Fire/Rain" Allegro energico – 4:30
2. "Cell Growth"  Semplice – 8:30
3. "'Human' Theme"  Maestoso – 3:36

Movement II – He awoke startled
1. "Meditation" Contemplativo – 3:57
2. "Crystal Ship" Con moto scherzando – 2:02
3. "Sea Voyage" Pulsating, with cool jazz feel – 3:39
4. "Lost at Sea" Sognando – 4:37
5. "Release" Allegro con spirito – 1:54

Movement III – Subtle colours merged soft contours
1. "Safe Haven/Standing Stone" Pastorale con moto – 4:11
2. "Peaceful Moment" Andante tranquillo – 2:09
3. "Messenger" Energico – 3:35
4. "Lament" Lamentoso – 2:26
5. "Trance" Misterioso – 5:32
6. "Eclipse" Eroico – 4:57

Movement IV – Strings pluck, horns blow, drums beat
1. "Glory Tales" Trionfale – 2:40
2. "Fugal Celebration" L'istesso tempo. Fresco – 4:25
3. "Rustic Dance" Rustico – 2:00
4. "Love Duet" Andante intimo – 3:43
5. "Celebration" Andante – 6:15